# Jerry Mathers
Jerry Mathers est un acteur américain, né le 2 juin 1948 à Sioux City, dans l'Iowa (États-Unis).

## Filmographie
Cinéma
- 1952 : Le Fils de visage pâle (Son of Paleface) : L'enfant à la fin
- 1954 : Escadrille Panthère (Men of the Fighting Lady) : Richard Dodson
- 1954 : This Is My Love : David Myer
- 1955 : Mes sept petits chenapans (The Seven Little Foys) : Bryan Lincoln Foy à 5 ans
- 1955 : Mais qui a tué Harry ? (The Trouble with Harry) : Arnie Rogers
- 1956 : Si j'épousais ma femme (That Certain Feeling) : Norman Taylor
- 1956 : Derrière le miroir (Bigger Than Life) : Freddie
- 1957 : The Shadow on the Window (en) : Petey
- 1958 : En patrouille (The Deep Six) : Steve Innes
- 1987 : Back to the Beach (en) de Lyndall Hobbs (en) : Un juge #2
- 1990 : Down the Drain : Un policier au bureau
- 1994 : Sexual Malice : Sergent Dun
- 1998 : Playing Patti
- 2002 : Better Luck Tomorrow : Le professeur de biologie
- 2005 : The 3rd Annual TV Land Awards : John
- 2005 : Angels with Angles : M.. Cohiba
- 2008 : Will to Power : M.. Simpson

Télévision
- 1952 : The Adventures of Ozzie & Harriet (série télévisée) : L'enfant Trick or Treating
- 1955 : General Electric Theater (série télévisée) : Tommy
- 1956 : Le Choix de... (Screen Directors Playhouse) (série télévisée) : Peter à 5 ans
- 1957 - 1963 : Leave it to Beaver (série télévisée) : Theodore 'Beaver' Cleaver
- 1968 : Batman (série télévisée) : Pop, le portier
- 1968 : Lassie (série télévisée) : Ken Hines
- 1970 : Mes trois fils (My Three Sons) (série télévisée) : Joe Lawrie
- 1978 : Embarquement immédiat (Flying High) (série télévisée) : Chuck Wallace
- 1981 : The Girl, the Gold Watch & Dynamite (Téléfilm) : Député Henry Thomas Watts
- 1983 : Still the Beaver (Téléfilm) : Theodore 'Beaver' Cleaver
- 1983 - 1989 : Still the Beaver (série télévisée) : Theodore 'Beaver' Cleaver
- 1984 : High School U.S.A. de Jack Bender (téléfilm) : Mr. Sirota
- 1987 : La croisière s'amuse (The Love Boat) (série télévisée) : 'Beaver' Cleaver
- 1991 : Parker Lewis ne perd jamais (Parker Lewis Can't Lose) (série télévisée) : Theodore Musso
- 1991 : Mariés, deux enfants (Married with Children) (série télévisée) : Jerry 'Beaver' Mathers
- 1999 : Ultime Recours (Vengeance Unlimited) (série télévisée) : Lucas Zimmerman
- 1999 : Diagnostic : Meurtre (Diagnosis Murder) (série télévisée) : M.. Lustig
- 2006 : La Guerre à la maison (The War at Home) (série télévisée) : Le principal